# M08 (Oekraïne)
De M08 is een autoweg in Oekraïne. De weg loopt van Oezjhorod naar de grens met Slowakije. In Oezjhorod sluit de M08 aan op de M06. In Slowakije loopt de weg als I/50 verder naar Michalovce. Met een lengte van 14 kilometer is het een korte autoweg voor Oekraïne.
De M08 is onderdeel van de E-wegen E50 en E58.
M01 ·
M02 ·
M03 ·
M04 ·
M05 ·
M06 ·
M07 ·
M08 ·
M09 ·
M10 ·
M11 ·
M12 ·
M13 ·
M14 ·
M15 ·
M16 ·
M17 ·
M18 ·
M19 ·
M20 ·
M21 ·
M22 ·
M23 ·
M24 ·
M25 ·
M26 ·
M27 ·
M28 ·
M29 ·
M30
N01 ·
N02 ·
N03 ·
N04 ·
N05 ·
N06 ·
N07 ·
N08 ·
N09 ·
N10 ·
N11 ·
N12 ·
N13 ·
N14 ·
N15 ·
N16 ·
N17 ·
N18 ·
N19 ·
N20 ·
N21 ·
N22 ·
N23 ·
N24 ·
N25 ·
N26 ·
N27 ·
N28 ·
N30 ·
N31 ·
N32 ·
N33